# Valerius Valens
Pour les articles homonymes, voir Valens (homonymie).
Gaius Aurelius  Valerius Valens (mort en 317) est un empereur romain qui corègne avec Licinius de la fin 316 au 1er mars 317. On ignore tout de sa biographie avant qu'il devienne coempereur, sinon qu'il est dux limitis en Dacie.

## Éléments biographiques
La biographie de  Valerius Valens est largement inconnue. Il apparait dans le cadre des de la guerre civile entre les deux coempereurs Licinius et Constantin, lorsque Licinius, qui perd du terrain dans les Balkans après sa défaite en octobre 316 à Cibalae en Pannonie, et se replie en Dacie dont Valerius Valens défend les frontières. Vers le mois de décembre, il constitue une nouvelle armée à Hadrianopolis, en Thrace avec l'aide de Valens qu'il nomme Auguste pour l'Orient en lieu et place de Constantin qu'il a officiellement déposé.
Une seconde bataille oppose Licinius et Constantin dans la plaine de Mardia au début 317 et, bien que l'issue en soit indécise, une paix est conclue par laquelle Licinius perd les territoires occidentaux (Grèce, la Macédoine et les pays danubiens), à l'exception de la Mésie inférieure et de la Thrace. Licinus doit déposer Valens - privé de sa dignité comme l’auteur de leur division en octobre 316 - reconnaître Constantin comme Auguste - et supérieur de Licinius dans le gouvernement - et ses enfants comme Césars, tandis qu'un traité de paix est signé à Sardique le 1er mars, dont les termes n'ont pas été conservés ; Valens est exécuté - immolé - par Licinius peu après à une date inconnue.

## Voir  aussi
- Antiquité tardive
- Martinien

## Sources partielles
- Michael DiMaio, article Valens (316 A.D.), sur le site roman-emperors.org, 15/11/1996, article en ligne